# 圓柱坐標系

用圓柱坐標 來表示一個點的位置

圓柱坐標系（英語：cylindrical coordinate system）是一種三維坐標系統。它是二維極坐標系往 z-軸的延伸。添加的第三個坐標 {\displaystyle z} 專門用來表示{\displaystyle P}點離 xy-平面的高低。按照國際標準化組織建立的約定 (ISO 31-11) ，徑向距離、方位角、高度，分別標記為  {\displaystyle (\rho ,\ \phi ,\ z)} 。

## 定義

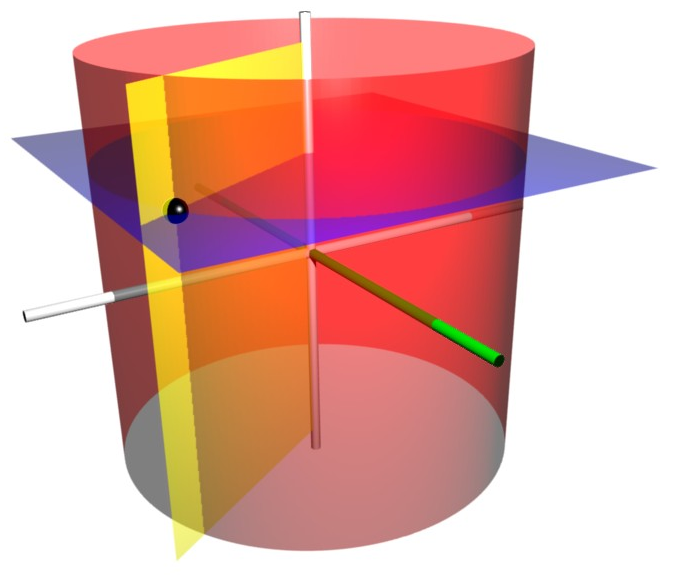
圓柱坐標 的坐標曲面。紅色圓柱面的 。藍色平面的 。黃色半平面的 。 z-軸是垂直的，以白色表示。 x-軸以綠色表示。三個坐標曲面相交於點（以黑球表示）。點的直角坐標大約為 。

如圖右，{\displaystyle P}點的圓柱坐標是 {\displaystyle (\rho ,\ \phi ,\ z)} 。
- {\displaystyle \rho } 是{\displaystyle P}點與 z-軸的垂直距離。
- {\displaystyle \phi } 是線{\displaystyle OP}在 xy-面的投影線與正 x-軸之間的夾角。
- {\displaystyle z} 與直角坐標的 {\displaystyle z} 等值。

## 符號約定
圓柱坐標系的記號並不統一。ISO標準31-11推薦{\displaystyle (\rho ,\varphi ,z)}，這裡的{\displaystyle \rho }是徑向距離，{\displaystyle \varphi }是方位角，而{\displaystyle z}是高度。但是，徑向距離也常表示為{\displaystyle r}或{\displaystyle s}，方位角也常表示為{\displaystyle \theta }或{\displaystyle t}，高度坐標也常表示為{\displaystyle h}或{\displaystyle x}（如果圓柱軸被認為是水平的）或任何特定於上下文的字母。

## 坐標系變換
三維空間裏，有許多各種各樣的坐標系。圓柱坐標系只是其中一種。圓柱坐標系與其他坐標系的變換需要用到特別的方程式。

### 直角坐標系
使用以下方程式，可以從直角坐標變換為圓柱坐標：
{\displaystyle {\rho }={\sqrt {x^{2}+y^{2}}}} 、
{\displaystyle {\phi }=\arctan \left({\frac {y}{x}}\right)} 、
{\displaystyle z=z} 。
特別注意，當求取方位角時，必須依照 {\displaystyle (x,\ y)} 所處的象限來計算正確的反正切值。
相反地, 可以從圓柱坐標變換為直角坐標：
{\displaystyle x=\rho \cos \phi } 、
{\displaystyle y=\rho \sin \phi } 、
{\displaystyle z=z} 。

### 球坐標系

用球坐標 來表示一個點的位置

使用以下方程式，可以從球坐標變換為圓柱坐標：
{\displaystyle \rho =r\sin \theta }、
{\displaystyle \phi =\phi } 、
{\displaystyle z=r\cos \theta } 。
相反地, 可以從圓柱坐標變換為球坐標：
{\displaystyle r={\sqrt {\rho ^{2}+z^{2}}}} 、
{\displaystyle \theta =\arctan {\frac {\rho }{z}}} 、
{\displaystyle \phi =\phi } 。

## 圆柱坐标系下的微积分公式
圓柱坐標系的坐標因子分別為
{\displaystyle h_{\rho }=1} 、
{\displaystyle h_{\phi }=\rho } 、
{\displaystyle h_{z}=1} 。

在許多關於圓柱坐標系的問題中，我們時常需要知道線元素與體積元素的方程式；用這些方程式來求解關於徑長或體積的積分問題。線元素是
{\displaystyle \mathrm {d} \mathbf {r} =\mathrm {d} \rho \,{\boldsymbol {\hat {\rho }}}+\rho \,\mathrm {d} \varphi \,{\boldsymbol {\hat {\varphi }}}+\mathrm {d} z\,\mathbf {\hat {z}} } 。
面積元素是
{\displaystyle \mathrm {d} S=\rho \,d\varphi \,dz} 。
體積元素是
{\displaystyle \mathrm {d} V=\rho \,\mathrm {d} \rho \,\mathrm {d} \varphi \,\mathrm {d} z} 。
劈形算符表示為
{\displaystyle \nabla ={\boldsymbol {\hat {\rho }}}{\frac {\partial }{\partial \rho }}+{\boldsymbol {\hat {\varphi }}}{\frac {1}{\rho }}{\frac {\partial }{\partial \varphi }}+\mathbf {\hat {z}} {\frac {\partial }{\partial z}}} 。
拉普拉斯算子是
{\displaystyle \nabla ^{2}\Phi ={1 \over \rho }{\partial  \over \partial \rho }\left(\rho {\partial \Phi  \over \partial \rho }\right)+{1 \over \rho ^{2}}{\partial ^{2}\Phi  \over \partial \phi ^{2}}+{\partial ^{2}\Phi  \over \partial z^{2}}} 。
其它微分算子，像 {\displaystyle \nabla \cdot \mathbf {F} } ， {\displaystyle \nabla \times \mathbf {F} } ，都可以用 {\displaystyle (\rho ,\ \phi ,\ z)} 坐標表示，只要將標度因子代入在正交坐標系條目內對應的一般公式。

## 應用
圓柱坐標常被用來分析，選用 z-軸為對稱軸，有軸對稱特性的物體。例如，一個無限長的圓柱，具有直角坐標方程式 {\displaystyle x^{2}+y^{2}=c^{2}}；用圓柱坐標來表示，有一個非常簡易的方程式 {\displaystyle \rho =c}。這也是圓柱坐標系名稱的由來。